# Brusttuch (Goslar)

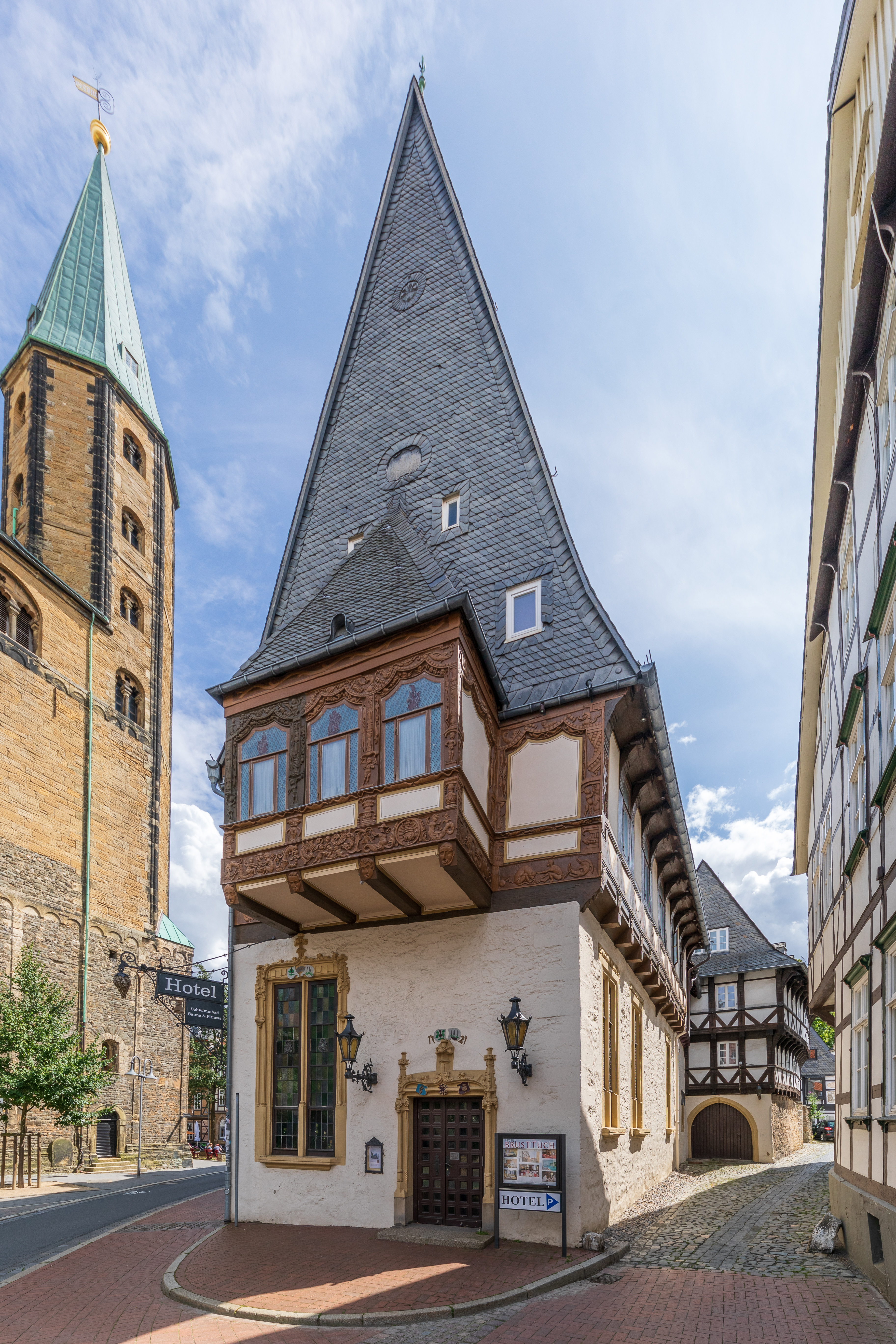
Das Brusttuch seitlich der Marktkirche St. Cosmas und Damian

Das Brusttuch ist ein ehemaliges Patrizierhaus in der Stadt in Goslar am Harz. Es wurde vor allem durch seine phantasievollen Schnitzereien mit der „Butterhanne“ bekannt. Das Haus ist seit 1870 ein Hotel und darüber hinaus später ein Restaurant, das im Inneren durch „ungewöhnlichen Schmuck ein mittelalterliches Ambiente“ vermittelt.

## Geschichte und Beschreibung
Das Brusttuch wurde von 1521 bis 1526 als dreigeschossiges Wohnhaus für den Goslarer Patrizier Johannes Thiling (um 1475–1540) erbaut. Es ist ein Fachwerkeckhaus auf trapezförmigem Grundriss. Da es kaum einen rechten Winkel aufweist, verlangte der Bau vor allem in der Dachkonstruktion große Kunstfertigkeit der Zimmerleute. Wegen seiner ansteigenden Dachneigung wird das Haus im Volksmund als Brusttuch bezeichnet.
Als Holzbildschnitzer wird der Meister Simon Stappen angenommen.
Der reiche Schmuck des Goslarer Brusttuchs findet sich in verwandter Bildung in Niedersachsen: Kunstgeschichtlich wird das Renaissance-Bauwerk mit dem ebenfalls in der ersten Hälfte des 16. Jahrhunderts errichteten Hoppenerhaus in Celle verglichen sowie mit dem Huneborstelschen Haus in Braunschweig.
Seit 1870 wird es als Hotel genutzt, das später auch ein Restaurant beinhaltet. Von 2020 bis Ende 2024 gehörten das Brusttuch und das sich in direkter Nähe befindliche Kaiserworth dem umstrittenen Berliner Immobilieninvestor Ioannis Moraitis. Nach längerem Leerstand und öffentlichen Sorgen um „sichtbaren Verfall“ kaufte der Goslarer Unternehmer Hans-Joachim Tessner mit seiner Tessner-Stiftung beide Gebäude. Für Sanierung und Wiedereröffnung der Hotels sollen Millionen investiert werden.

## Butterhanne
Am Fachwerk des Obergeschosses hinterließ der Bildschnitzer ein reich gestaltetes Bildprogramm, das in buntem Miteinander mit Figuren aus der antiken Mythologie ausformuliert wurde. Der Symbolgehalt einiger Tiergestalten und Szenen ist heute teilweise „nur schwer zu entschlüsseln“.
Beinahe zu einem Wahrzeichen Goslars wurde die „Butterhanne“ an einer der Knaggen; jene Magd auf Holzschuhen, die mit einer Hand im Butterfass „buttert“ bzw. die Sahne stößt und mit der anderen Hand den Rock hochgeschoben hat, um nach einer der verschiedenen Sagen mit dem blanken Hintern dem Teufel auf der Nachbarknagge deutlich zu machen, dass sie seinen Zauber nicht braucht.

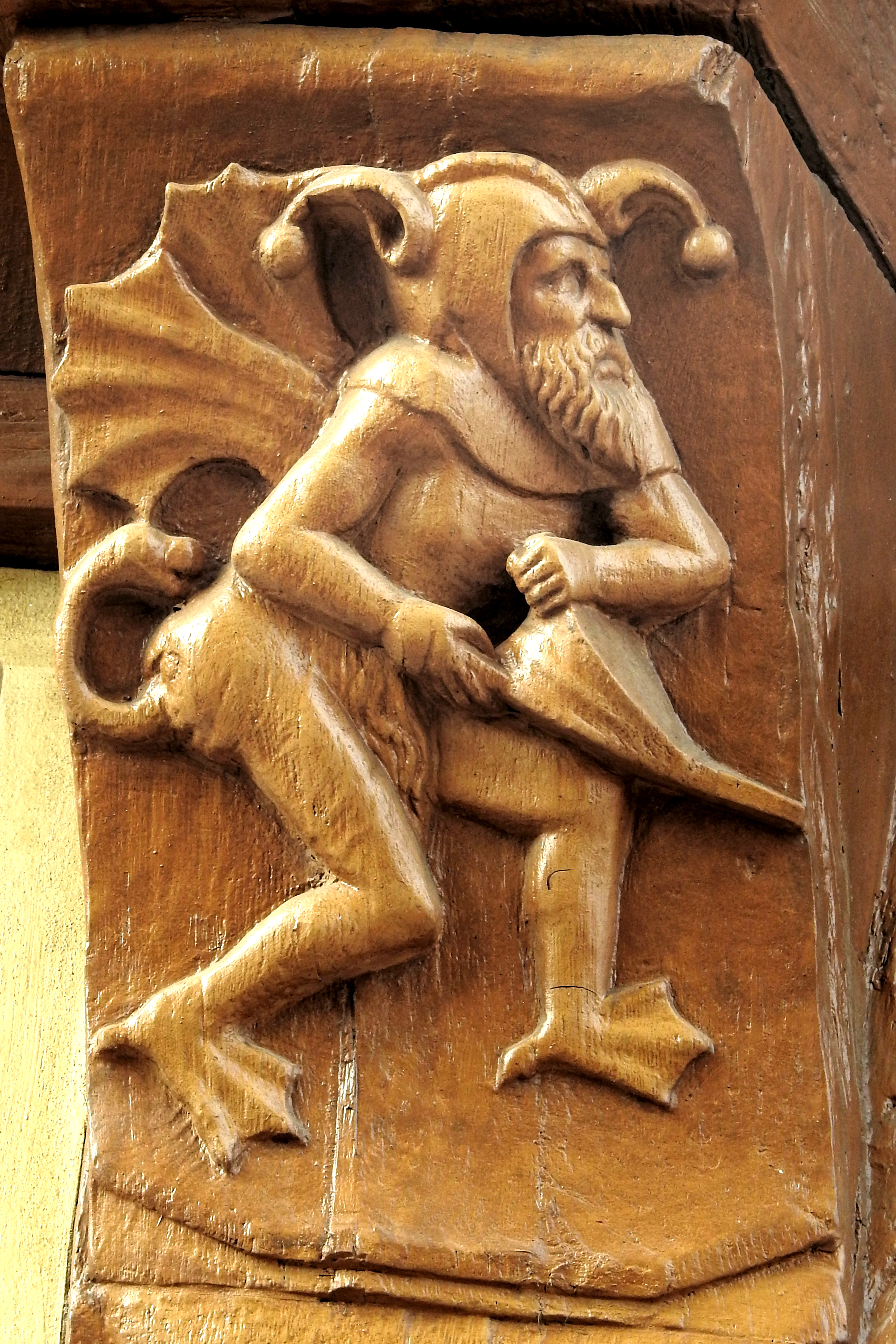
Der Schalk bläst Wind unter den Rock der Butterhanne
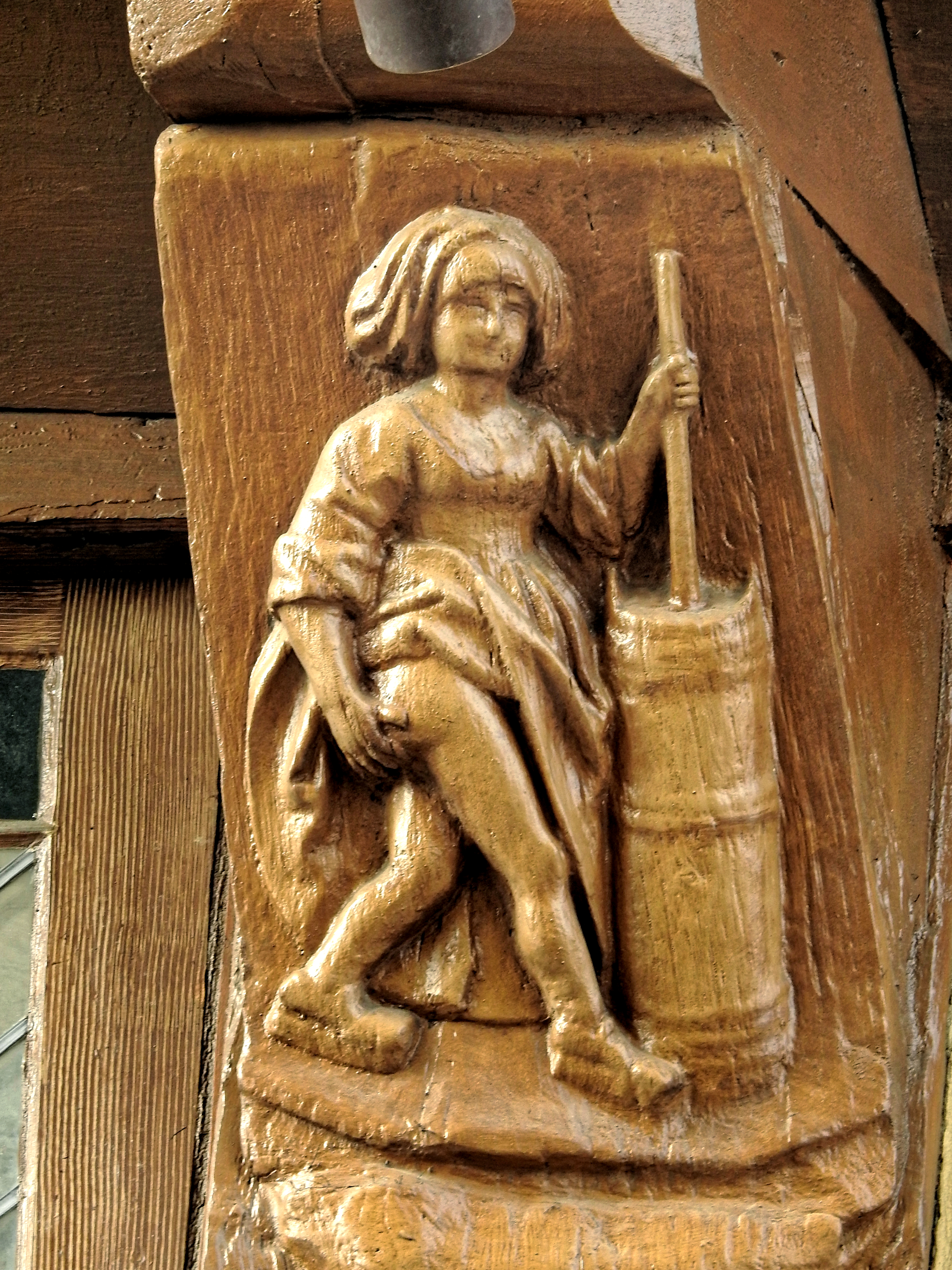
Die „Butterhanne“ mit einer Hand am nun blanken Hintern
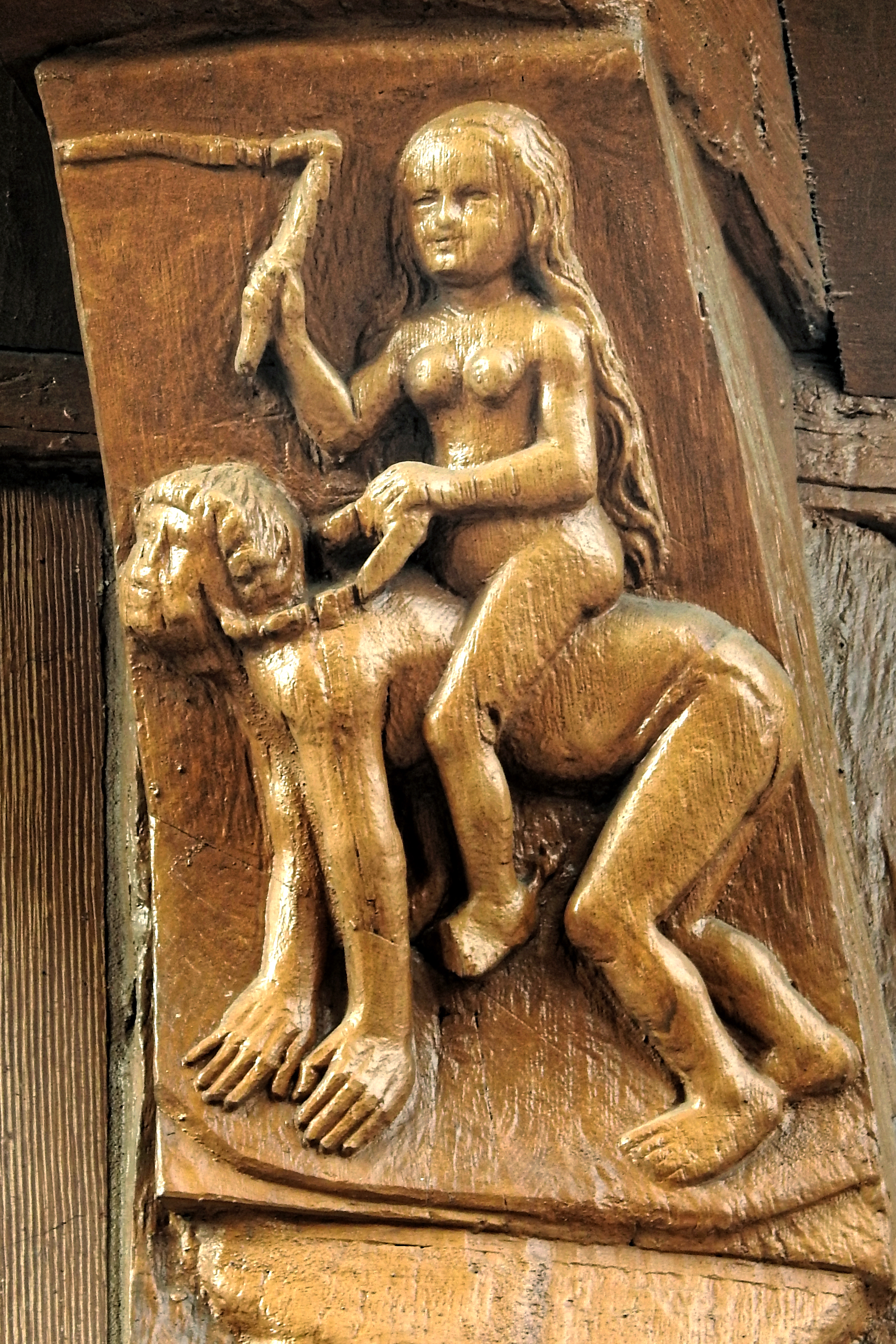
Nackter Mann erliegt den Reizen einer peitschenschwingenden Frau
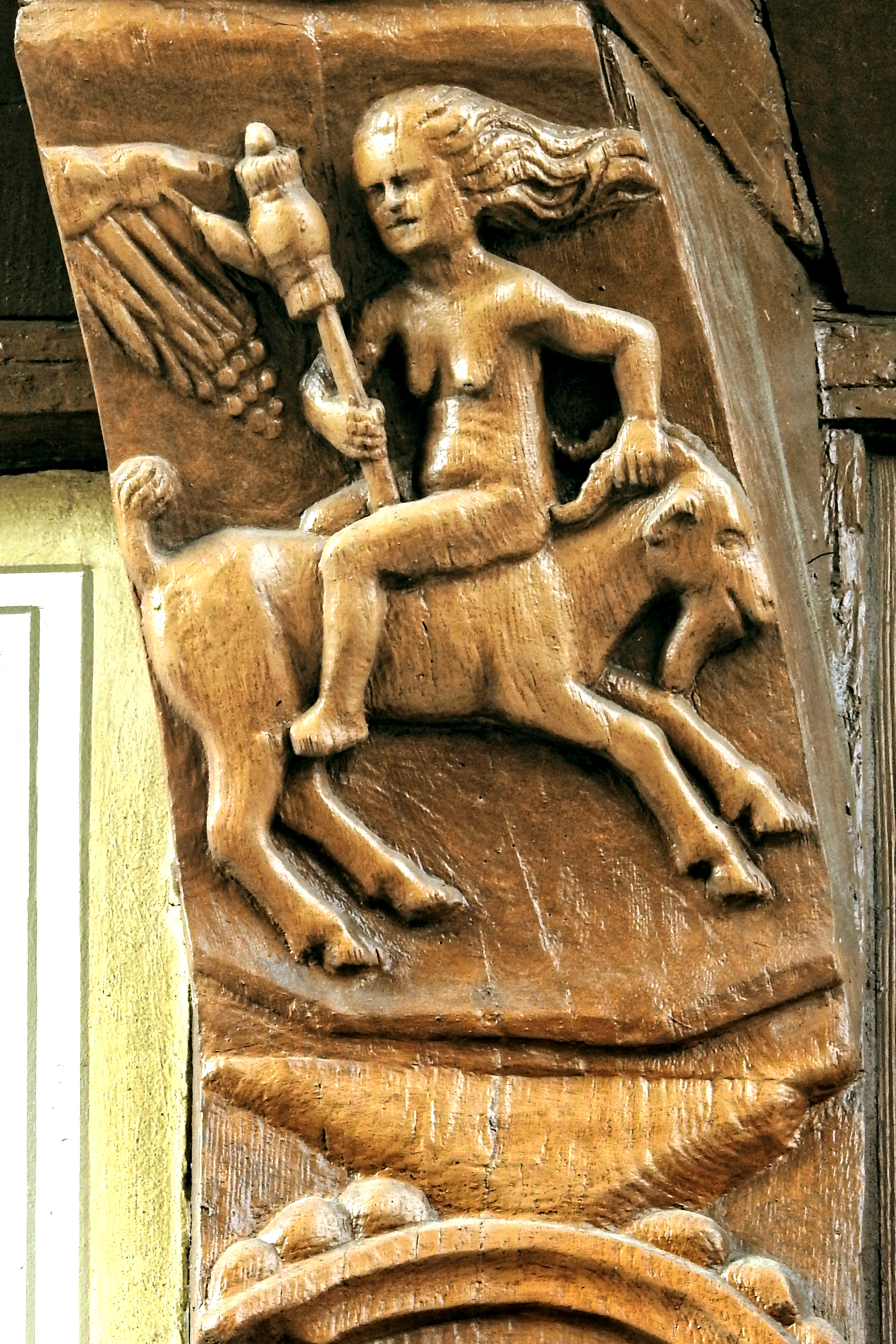
Nackte Frau reitet verkehrt herum auf einem „(alten) Bock“
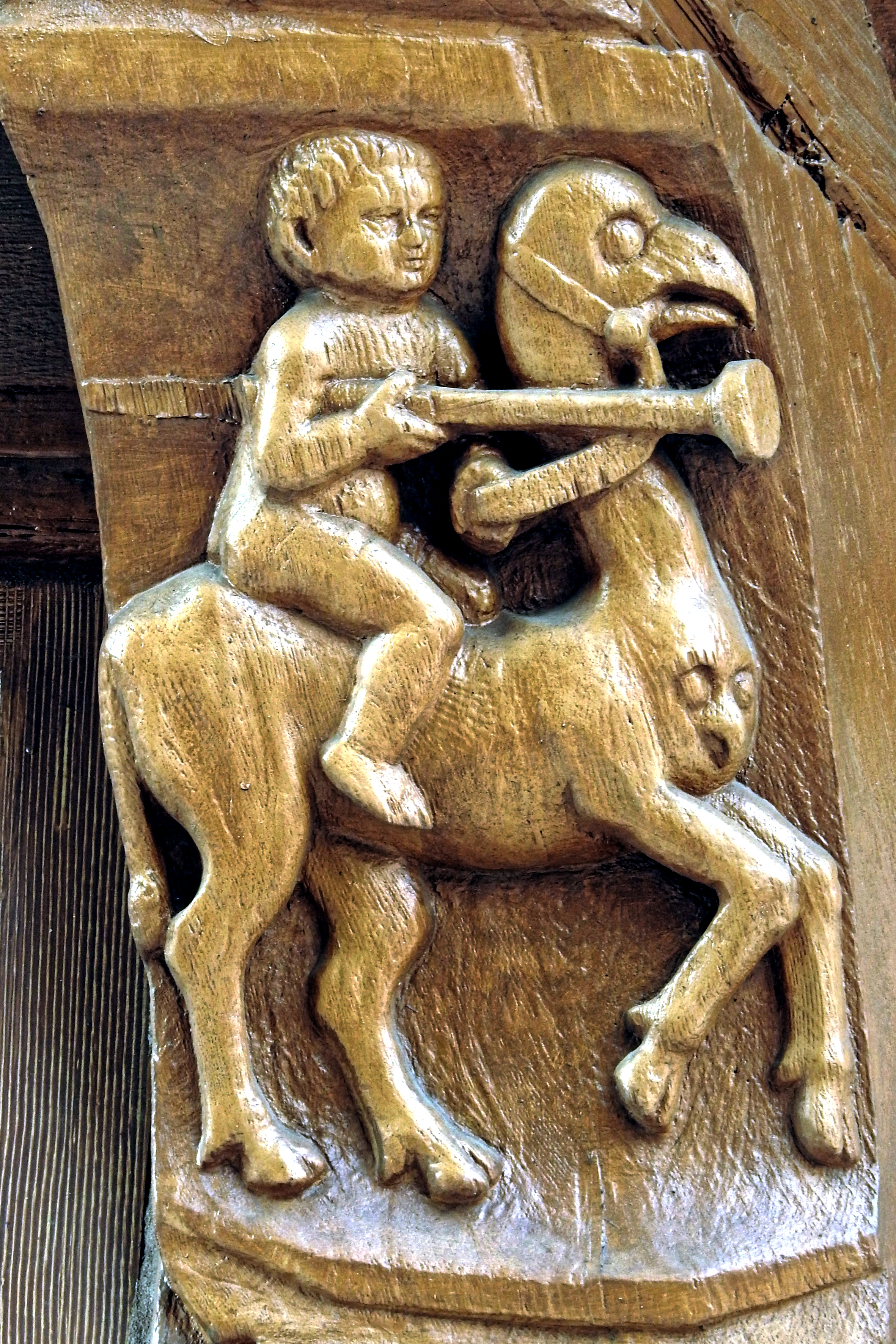
Bedeutung schwer zu entschlüsseln: Reiter auf Fabelwesen
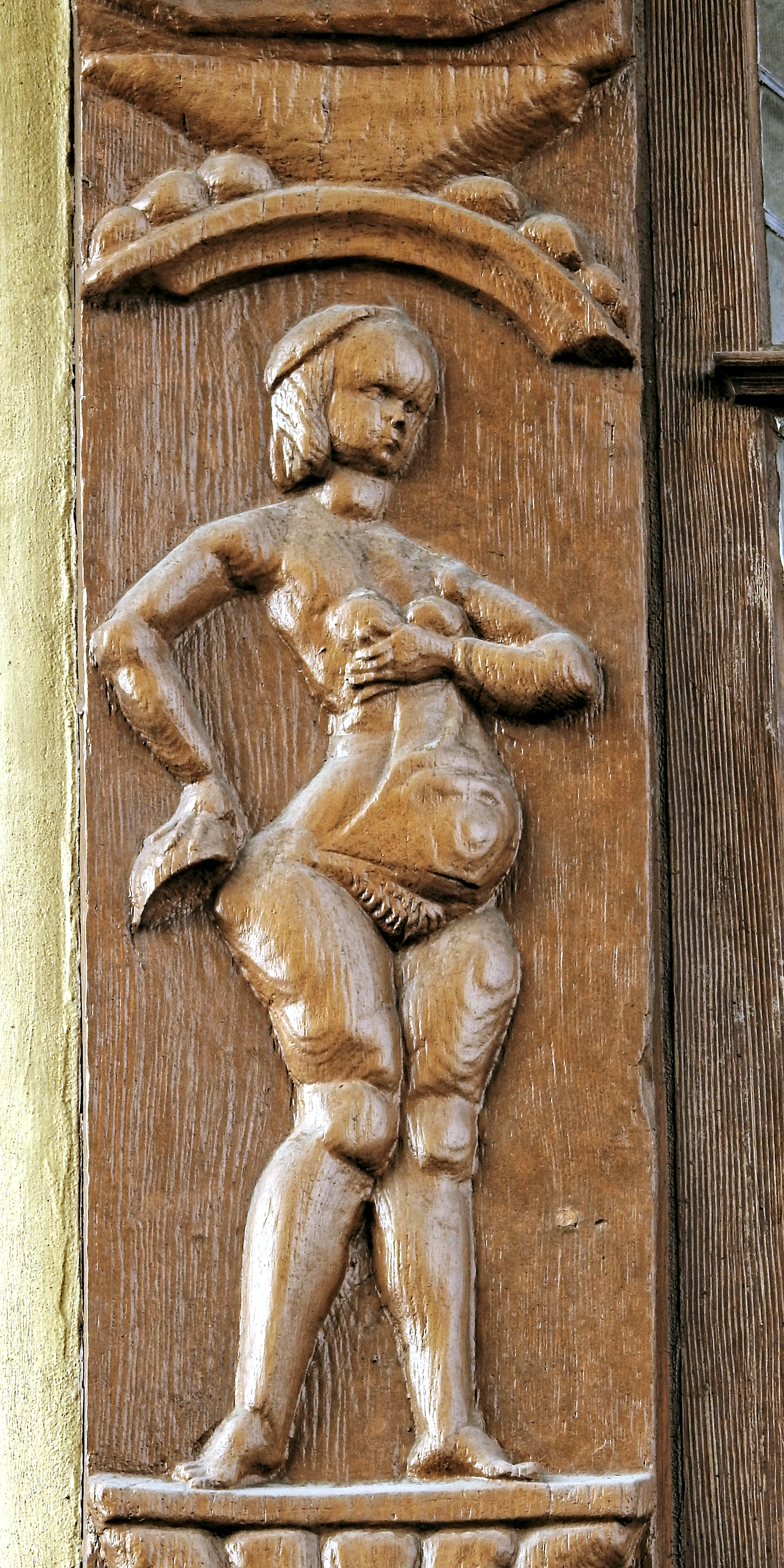
Nackte Dame als Schnitzerei